# هامبورغ (نيويورك)
هامبورغ (بالإنجليزية: Hamburg, New York)‏ هي بلدة أمريكية تقع في الولايات المتحدة في نيويورك (ولاية). يقدر عدد سكانها بـ 56,936 نسمة .

## أعلام
- يوجين أسا كار
- كريستين ديفين
- نينا جابلونسكي
- لوسيوس ألين
- هوارد هانت